# Акація біла (Одеса, № 2)
Ака́ція бі́ла — ботанічна пам'ятка природи місцевого значення в Україні. Об'єкт природно-заповідного фонду Одеської області. 
Розташована в місті Одеса, на розі вулиць Старопортофранківської і Розкидайлівської. 
Площа — 0,02 га. Статус отриманий у 1993 році. Перебуває у віданні: комунальне підприємство «Міськзелентрест». 
Статус надано для збереження одного екземпляра акації білої (Robinia pseudoacacia).